# Muktisari (Cingambul)
Muktisari is een bestuurslaag in het regentschap Majalengka van de provincie West-Java, Indonesië. Muktisari telt 2211 inwoners (volkstelling 2010).